# Hartavan
Hartavan (en arménien Հարթավան ; anciennement Ghara-Kilisa) est une communauté rurale du marz d'Aragatsotn, en Arménie. Elle compte 1 053 habitants en 2009.